# Cyrtochilum monacranthum
Cyrtochilum monacranthum är en orkidéart som först beskrevs av Angel Andreetta och Dodson, och fick sitt nu gällande namn av Julian Mark Hugh Shaw. Cyrtochilum monacranthum ingår i släktet Cyrtochilum, och familjen orkidéer.
Artens utbredningsområde är Ecuador. Inga underarter finns listade i Catalogue of Life.